# Kanton Marignane
Kanton Marignane is een kanton van het Franse departement Bouches-du-Rhône. Het kanton maakt deel uit van het arrondissement Istres.

## Gemeenten
Het kanton Marignane omvatte tot 2014 de volgende 2 gemeenten:
- Marignane (hoofdplaats)
- Saint-Victoret

Bij de herindeling van de kantons door het decreet van 27 februari 2014, met uitwerking op 22 maart 2015, werd Saint-Victoret overgeheveld naar het kanton Vitrolles en werden de 6 gemeenten van het opgeheven kanton Châteauneuf-Côte-Bleue toegevoegd.

Sindsdien omvat het kanton volgende 7 gemeenten:
- Carry-le-Rouet
- Châteauneuf-les-Martigues
- Ensuès-la-Redonne
- Gignac-la-Nerthe
- Marignane
- Le Rove
- Sausset-les-Pins